# Lucas Miedler
Lucas Miedler (Tulln an der Donau, 21 giugno 1996) è un tennista austriaco.

## Carriera
Specialista nel doppio, vanta otto titoli nel circuito ATP, diversi altri nei circuiti minori e ha raggiunto la 28ª posizione del ranking ATP nell'agosto 2025. Ha esordito nella squadra austriaca di Coppa Davis nel marzo 2022.
In singolare ha vinto diversi titoli solo nel circuito ITF, ed è stato il nº 201 nel ranking nel novembre 2016. Tra gli juniores, nel gennaio 2014 ha vinto il torneo di doppio ragazzi agli Australian Open e nel marzo dello stesso anno ha raggiunto il 14º posto nel ranking mondiale di categoria.

## Statistiche

### Doppio

#### Vittorie (8)
| Legenda              |
| Grande Slam (0)      |
| ATP Finals (0)       |
| ATP Masters 1000 (0) |
| ATP Tour 500 (3)     |
| ATP Tour 250 (5)     |

| N. | Data            | Torneo                                       | Superficie  | Compagno         | Avversari in finale                  | Punteggio              |
| 1. | 30 luglio 2021  | Austrian Open, Kitzbühel                     | Terra rossa | Alexander Erler  | Roman Jebavý Matwé Middelkoop        | 7-5, 7-6(5)            |
| 2. | 30 ottobre 2022 | Vienna Open, Vienna                          | Cemento (i) | Alexander Erler  | Santiago González Andrés Molteni     | 6-3, 7-6(1)            |
| 3. | 4 marzo 2023    | Abierto Mexicano de Tenis, Acapulco          | Cemento     | Alexander Erler  | Nathaniel Lammons Jackson Withrow    | 7–6(9), 7–6(3)         |
| 4. | 23 aprile 2023  | Internazionali di Baviera, Monaco di Baviera | Terra rossa | Alexander Erler  | Kevin Krawietz Tim Pütz              | 6-3, 6-4               |
| 5. | 5 agosto 2023   | Austrian Open, Kitzbühel (2)                 | Terra rossa | Alexander Erler  | Gonzalo Escobar Oleksandr Nedovjesov | 6-4, 6-4               |
| 6. | 20 ottobre 2024 | European Open, Anversa                       | Cemento (i) | Alexander Erler  | Robert Galloway Oleksandr Nedovjesov | 6-4, 1-6, [10-8]       |
| 7. | 27 ottobre 2024 | Vienna Open, Vienna (2)                      | Cemento (i) | Alexander Erler  | Neal Skupski Michael Venus           | 4-6, 6-3, [10-1]       |
| 8. | 20 luglio 2025  | Swiss Open, Gstaad                           | Terra rossa | Francisco Cabral | Hendrik Jebens Albano Olivetti       | 6(4)-7, 7-6(4), [10-3] |

#### Finali perse (3)
| Legenda              |
| Grande Slam (0)      |
| ATP Finals (0)       |
| ATP Masters 1000 (0) |
| ATP Tour 500 (1)     |
| ATP Tour 250 (2)     |

| N. | Data             | Torneo                              | Superficie  | Compagno        | Avversari in finale                | Punteggio         |
| 1. | 8 aprile 2023    | Grand Prix Hassan II, Marrakech     | Terra rossa | Alexander Erler | Marcelo Demoliner Andrea Vavassori | 4-6, 6-3, [10-12] |
| 2. | 25 febbraio 2024 | Rio Open, Rio de Janeiro            | Terra rossa | Alexander Erler | Nicolás Barrientos Rafael Matos    | 4-6, 3-6          |
| 3. | 6 aprile 2024    | Grand Prix Hassan II, Marrakesh (2) | Terra rossa | Alexander Erler | Henry Patten Harri Heliövaara      | 6-3, 4-6, [4-10]  |

### Tornei minori

#### Singolare

##### Vittorie (10)
| Legenda tornei minori |
| Challenger (0)        |
| Futures (10)          |

##### Sconfitte in finale (13)
| Legenda tornei minori |
| Challenger (1)        |
| Futures (12)          |

| N. | Data           | Torneo                        | Superficie | Avversario in finale | Punteggio |
| 1. | 15 luglio 2018 | Winnipeg Challenger, Winnipeg | Cemento    | Jason Kubler         | 1-6, 1-6  |

#### Doppio

##### Vittorie (42)
| Legenda tornei minori |
| Challenger (12)       |
| Futures (30)          |

| N.  | Data              | Torneo                                      | Superficie  | Compagno         | Avversari in finale                     | Punteggio        |
| 1.  | 27 aprile 2019    | Torneo Internacional Challenger León, León  | Cemento     | Sebastian Ofner  | Matt Reid John-Patrick Smith            | 4-6, 6-4, [10-6] |
| 2.  | 20 novembre 2021  | Tali Open, Helsinki                         | Cemento (i) | Alexander Erler  | Harri Heliövaara Jean-Julien Rojer      | 6-3, 7–6(2)      |
| 3.  | 11 dicembre 2021  | Città di Forlì III, Forlì                   | Cemento (i) | Alexander Erler  | Marco Bortolotti Sergio Martos Gornés   | 6-4, 6-2         |
| 4.  | 30 aprile 2022    | Ostrava Open Challenger, Ostrava            | Terra rossa | Alexander Erler  | Hunter Reese Sem Verbeek                | 7–6(5), 7-5      |
| 5.  | 23 luglio 2022    | Tampere Open, Tampere                       | Terra rossa | Alexander Erler  | Karol Drzewiecki Patrik Niklas-Salminen | 7–6(3), 6-1      |
| 6.  | 3 settembre 2022  | Città di Como Challenger, Como              | Terra rossa | Alexander Erler  | Dustin Brown Julian Lenz                | 6-1, 7–6(3)      |
| 7.  | 10 settembre 2022 | NÖ Open, Tulln an der Donau                 | Terra rossa | Alexander Erler  | Zdeněk Kolář Denys Molčanov             | 6-3, 6-4         |
| 8.  | 7 maggio 2023     | Sardegna Open, Cagliari                     | Terra rossa | Alexander Erler  | Máximo González Andrés Molteni          | 7–6(6), 6-3      |
| 9.  | 21 ottobre 2023   | Shenzhen Longhua Open, Shenzen              | Cemento     | Alexander Erler  | Piotr Matuszewski Matthew Romios        | 6-3,6-4          |
| 10. | 16 novembre 2024  | All in Open, Lione                          | Cemento (i) | Luke Johnson     | Sergio Martos Gornés David Pichler      | 6-1, 6-2         |
| 11. | 12 aprile 2025    | Open Comunidad de Madrid, Madrid            | Terra rossa | Francisco Cabral | Jakub Paul David Pel                    | 7-6(2), 6-4      |
| 12. | 18 maggio 2025    | Tournoi International de Bordeaux, Bordeaux | Terra rossa | Francisco Cabral | Yuki Bhambri Robert Galloway            | 7-6(1), 7-6(2)   |

##### Sconfitte in finale (25)
| Legenda tornei minori |
| Challenger (11)       |
| Futures (14)          |

| N.  | Data              | Torneo                                       | Superficie  | Compagno                 | Avversari in finale                          | Punteggio           |
| 1.  | 13 agosto 2016    | Adriatic Challenger, Fano                    | Terra rossa | Mark Vervoort            | Riccardo Ghedin Alessandro Motti             | 4-6, 4-6            |
| 2.  | 8 giugno 2018     | Shymkent Challenger, Shymkent                | Terra rossa | Sebastian Ofner          | Lorenzo Giustino Gonçalo Oliveira            | 2-6, 6(4)–7         |
| 3.  | 10 agosto 2018    | Slovenia Open Challenger, Portorose          | Cemento     | Nikola Ćaćić             | Gerard Granollers Pujol Lukáš Rosol          | 5-7, 3-6            |
| 4.  | 17 agosto 2019    | Slovenia Open Challenger, Portorose          | Cemento     | Tristan-Samuel Weissborn | Carlos Gómez-Herrera Tejmuraz Gabašvili      | 3-6, 2-6            |
| 5.  | 2 ottobre 2021    | Sibiu Open, Sibiu                            | Terra rossa | Alexander Erler          | James Cerretani Luca Margaroli               | 3-6, 1-6            |
| 6.  | 13 novembre 2021  | Internazionali Val Gardena Südtirol, Ortisei | Cemento (i) | Alexander Erler          | Antonio Šančić Tristan-Samuel Weissborn      | 6(8)–7, 6-4, [8-10] |
| 7.  | 21 maggio 2022    | Tunis Open, Tunisi                           | Terra rossa | Alexander Erler          | Nicolás Barrientos Miguel Ángel Reyes Varela | 7–6(3), 3-6, [9-11] |
| 8.  | 9 luglio 2022     | Salzburg Open, Salisburgo                    | Terra rossa | Alexander Erler          | Nathaniel Lammons Jackson Withrow            | 5-7, 7-5, [9-11]    |
| 9.  | 25 settembre 2022 | Sibiu Open, Sibiu                            | Terra rossa | Alexander Erler          | Matej Sabanov Ivan Sabanov                   | 6-3, 5-7, [4-10]    |
| 10. | 20 aprile 2025    | Oeiras Challenger, Oeiras                    | Terra rossa | Francisco Cabral         | Karol Drzewiecki Piotr Matuszewski           | 4-6, 6-3, [8-10]    |
| 11. | 4 maggio 2025     | Estoril Open, Estoril                        | Terra rossa | Francisco Cabral         | Ariel Behar Joran Vliegen                    | 5-7, 3-6            |